# Camellia Bowl 2017
Match précédent Match suivant
Le Camellia Bowl 2017 est un match de football américain de niveau universitaire joué après la saison régulière de 2017, le 16 décembre 2017 au Cramton Bowl à Montgomery dans l'État d'Alabama aux États-Unis.
Il s'agit de la 4e édition du Camellia Bowl.
Le match met en présence les équipes des Blue Raiders de Middle Tennessee issus de la Conference USA et de Red Wolves d'Arkansas State issus de la Sun Belt Conference.
Il débute à 19 h 10 locales et est retransmis en télévision sur ESPN.
Sponsorisé par la société Raycom Media (en), le match est officiellement dénommé le Raycom Media Camellia Bowl 2017.
MT gagne le match sur le score de 35 à 30.

## Présentation du match
| Équipes                             | Conférences | Entraîneurs | Stats. saison rég. | Classements avant le bowl (CFP/AP/Coaches) |
| ----------------------------------- | ----------- | ----------- | ------------------ | ------------------------------------------ |
| Blue Raiders de Middle Tennessee    | C-USA       | 6 - 6       | Rick Stockstill    | NC                                         |
| Red Wolves d'Arkansas State         | Sun Belt    | 7 - 4       | Blake Anderson     | NC                                         |
| Arbitre : Kevin Boitman (Mtn. West) |             |             |                    |                                            |

Il s'agit de la 15e rencontre entre ces deux équipes, la dernière ayant eu lieu en 2012 (victoire de Middle Tennessee 45 à 0.

### Blue Raiders de Middle Tennessee
Avec un bilan global en saison régulière de 6 victoires pour 6 défaites, Middle Tennessee est éligible et accepte l'invitation pour participer au Camellia Bowl de 2017.
Ils terminent 5e de la East Division de la Conference USA derrière Florida Atlantic, FIU, Marshall et Western Kentucky, avec un bilan en division de 4 victoires pour 4 défaites.
À l'issue de la saison 2017, ils n'apparaissent pas dans les classements CFP , AP et Coaches.
Il s'agit de leur toute 1re apparition au Camellia Bowl.

### Red Wolves d'Arkansas State
Avec un bilan global en saison régulière de 7 victoires pour 4 défaites, Arkansas State est éligible et accepte l'invitation pour participer au Camellia Bowl de 2017.
Ils terminent 3e de la Sun Belt Conference derrière Troy et Appalachian State, avec un bilan de matchs intra-conférence de 6 victoires  pour 2 défaites.
À l'issue de la saison 2017, ils n'apparaissent pas dans les classements CFP , AP et Coaches.
Il s'agit de leur toute 1re apparition au Camellia Bowl.

## Résumé du match
Début du match à 19 h 10, fin à 23 h 7 pour une durée totale de jeu de 3 heures et 37 minutes.
Températures de 8 °C, vent de km/h et ciel clair.
| QT          | Temps       | Drive       | Drive       | Drive       | Équipe      | Description de l'action | Score | Score |
| QT          | Temps       | Jeux        | Yards       | TDP         | Équipe      | Description de l'action | MT    | AST   |
| ----------- | ----------- | ----------- | ----------- | ----------- | ----------- | --- | ----- | ----- |
| 1           | 11:52       | 7           | 35          | 01:57       | AST         | FG de 20 yards par K Williams, Sawyer | 0     | 3     |
| 1           | 09:25       | 4           | 65          | 02:21       | MT          | TD à la suite d'une course de 45 yards par RB West Terelle + 1 point de conversion par K Rooker, Canon                                                      | 7     | 3     |
| 2           | 05:41       | -           | -           | -           | MT          | TD à la suite d'un fumble adverse recouvert et retourné sur 54 yards par LB Sanders, D.J. + 1 point de conversion par K Rooker, Canon                       | 14    | 3     |
| 2           | 01:59       | 13          | 85          | .3:34       | AST         | TD à la suite d'une course d'1 yard par QB Hansen, Justice + 1 point de conversion par K Williams, Sawyer                                                   | 14    | 10    |
| 2           | 00:45       | 3           | 50          | 01:05       | MT          | TD de 31 yards par WR Garnett, Ruben à la suite d'une réception d'une passe de QB Stockstill, B. + 1 point de conversion par K Rooker, Canon                | 21    | 10    |
| 3           | 09:16       | 12          | 73          | 04:38       | MT          | TD à la suite d'une course de 2 yards par LB/RB Thomas, Tavares + 1 point de conversion par K Rooker, Canon                                                 | 28    | 10    |
| 3           | 06:19       | 10          | 58          | 02:50       | AST         | TD de 20 yards par WR McInnis, Justin à la suite d'une réception d'une passe de QB Hansen, Justice + 1 point de conversion par K Williams, S.               | 28    | 17    |
| 4           | 14:24       | 9           | 58          | 02:58       | AST         | TD de 2 yards par RB Wand, Warren à la suite d'une réception d'une passe de QB Hansen, Justice mais la tentative de conversion à 2 points à la passe échoue | 28    | 23    |
| 4           | 12:08       | 6           | 75          | 02:16       | MT          | TD de 30 yards par RB Tucker, Shane à la suite d'une réception d'une passe de QB Stockstill, B. + 1 point de conversion par K Rooker, Canon                 | 35    | 23    |
| 4           | 05:03       | 4           | 51          | 00:48       | AST         | TD de 41 yards par WR Booker, Christian à la suite d'une réception d'une passe de QB Hansen, Justice + 1 point de conversion par K Williams, S.             | 35    | 30    |
| Score final | Score final | Score final | Score final | Score final | Score final | Score final | 35    | 30    |

## Statistiques
| Meilleur joueur (MVP) |                  |       |
| Nom                   | Équipe           | Poste |
| Darius Harris         | Middle Tennessee | LB    |

| Statistiques par équipe                |                                            |                                            |
| Statistiques                           | MT                                         | AST                                        |
| 1er down                               | 17                                         | 30                                         |
| 1er down à la course                   | 5                                          | 9                                          |
| 1er down à la passe                    | 10                                         | 17                                         |
| 1er down suite pénalité                | 2                                          | 4                                          |
| Conversion de 3e down                  | 6/14                                       | 9/21                                       |
| Conversion de 4e down                  | 0/0                                        | 2/3                                        |
| Jeux–yards gagnés                      | 64 jeux pour 352 yards                     | 97 jeux pour 462 yards                     |
| Yards à la course Moy. Yards/course    | 29 courses pour 120 yards 4,1 yards/course | 39 courses pour 104 yards 2,7 yards/course |
| Yards à la passe                       | 232                                        | 358                                        |
| Passes : Réussies-Tentées-Interceptées | 19/35, 3 interceptions                     | 32/58, 1 interception                      |
| Réussite en zone rouge/chances         | 1/1                                        | 4/6                                        |
| TD                                     | 2                                          | 3                                          |
| Field Goals                            | 0/0                                        | 1/1                                        |
| Sacks (Nombre-Yards gagnés)            | 6 sacks pour 49 yards gagnés               | 1 sack pour 6 yards gagnés                 |
| Fumbles (Nombre/Perdus)                | 0/0                                        | 3/2                                        |
| Pénalités (Nombre/Yards perdus)        | 10 pour 87 yards perdus                    | 7 pour 81 yards perdus                     |
| Temps de possession                    | 29:42                                      | 30:18                                      |

| Statistiques individuelles |                   | |
| Quaterbacks                |                   | |
| MT                         | Stockstill, Brent | 19/35 passes réussies, 232 yards, 2 TDs, 3 interceptions, 1 sack subi                                           |
| AST                        | Hansen, Justice   | 31/57 passes réussies, 337 yards, 3 TDs, 1 interception et 6 sacks subis                                        |
| Meilleurs coureurs         |                   | |
| MT                         | West, Terelle     | 10 courses pour 65 yards nets gagnés, 1 TD, 6,5 yards/course                                                    |
| AST                        | Wand, Warren      | 13 courses pour 46 yards nets gagnés, 0 TD, 3,5 yards/course                                                    |
| Meilleurs receveurs        |                   | |
| MT                         | Tucker, Shane     | 4 réceptions pour 63 yards et 1 TD                                                                              |
| AST                        | McInnis, Justin   | 7 réceptions pour 107 yards et 1 TD                                                                             |
| Meilleurs tackleurs        |                   | |
| MT                         | Harris, Darius    | 12 tackles dont 8 en solo , 1 sack (23 yards gagnés), 1 Fumble forcé et 1 touché pour perte adverse de 23 yards |
| AST                        | Jackson, Darreon  | 12 tacles dont 5 en solo, 1 sack (6 yards gagnés) et 1,5 touchés pour perte adverse de 7 yards                  |